# Берген (аэропорт)
Аэропорт Берген (нюнорск Bergen lufthamn; (ИАТА: BGO, ИКАО: ENBR)), также Аэропорт Берген-Фресланн, либо Аэропорт Фресланн — международный аэропорт, расположенный в деревне Фресланн, в 12 км в юго-западу от центра Бергена, центра фюльке Вестланн, Норвегия. Открытый в 1955 году, это второй по загруженности аэропорт Норвегии с 6 306 623 пассажирами в 2018 году. Flesland находится в ведении государственной компании Avinor. До 1999 года в аэропорту располагалась авиабаза Флесланд ВВС Норвегии.
Крупнейшими авиакомпаниями, работающими в аэропорту являются Scandinavian Airlines, Norwegian Air Shuttle и Widerøe. Маршрут до аэропорта Гардермуэн в Осло является одним из самых загруженных в Европе. CHC Helikopter Service и Bristow Norway, также работающие в аэропорту, осуществляют значительный объем перевозок на нефтяные платформы в Северном море.
Первоначально Берген обслуживался гидроаэродромами на Флатёйе, Сандвикене и Хердле. Нынешний аэропорт, строительство которого в основном финансировалось за счет средств НАТО, открылся 2 октября 1955 года. До 1980-х годов Берген был единственным норвежским аэропортом, который использовался SAS для межконтинентальных рейсов в Нью-Йорк. Новые терминалы были открыты в 1988 году и в августе 2017 года. В апреле 2017, в аэропорту была открыта станция Бергенской системы ЛРТ.

## Авиакомпании и направления
По состоянию на июнь 2023 года аэропорт Бергена обслуживает 63 пункта назначения на регулярных рейсах и 28 сезонных или чартерных направлений, в основном летом. Кроме того, с вертолетного терминала обслуживаются морские нефтяные платформы. Двадцать три авиакомпании выполняют регулярные рейсы из Бергена. Их обслуживают два агента по наземному обслуживанию, SAS Ground Services и Norport Handling.
Крупнейшими авиакомпаниями, обслуживающими аэропорт, являются Scandinavian Airlines, Norwegian Air Shuttle и Widerøe. SAS и Norwegian используют исключительно реактивные лайнеры на магистральных международных и внутренних маршрутах. Widerøe выполняет рейсы во Флорё, Согндал и Орста-Волда по контракту на оказание общественных услуг с Министерством транспорта и связи. Остальные маршруты авиакомпании являются коммерческими. Авиакомпания использует Bombardier Dash 8 различных модификаций. Также в аэропорту базируется Bergen Air Transport, предлагающая услуги авиации общего назначения и аренды бизнес-джетов. Bristow Norway и CHC Helikopter Service выполняют рейсы на морские нефтяные платформы с вертолетного терминала. Lufttransport перевозит морских лоцманов на корабли по заказу Норвежской береговой администрации:205.

## Статистика
В 2014 году аэропорт Бергена обслужил 6 078 589 пассажиров, 106 225 самолетов и 5 199 тонн груза, что сделало его вторым по загруженности аэропортом страны. Количество пассажиров внутренних рейсов составило 3 669 600 человек, международных рейсов — 2 162 781 человек, транзитных — 138 252 человек, и 246 208 пассажиров вертолетов. На Берген приходится десять процентов международного авиатрафика Норвегии.
Данные из запроса в Викиданные.
Шестьдесят четыре процента внутренних перевозок аэропорта были деловыми, по сравнению с тридцатью пятью процентами на международных рейсах. Семьдесят один процент международного трафика составляют жители Норвегии.  На внутренних рейсах доля SAS составляет 46%, Norwegian – 38%, Widerøe – 15%, а другие – 1%. На международных рейсах Norwegian имеет рыночную долю 36%, SAS 23%, KLM 18%, Lufthansa 9% и другие 15%. Для сравнения, в 2003 г. доля рынка SAS на международных маршрутах составляла 71%, а на внутренних маршрутах — 78%.
В 2011 году на маршруте Осло-Берген было перевезено 1 680 000 пассажиров, что сделало его вторым по загруженности маршрутом в Норвегии (после Осло-Тронхейм). В 2007 году он был седьмым по загруженности маршрутом в Европе. Рейсы из Бергена в Ставангер и Тронхейм являются самыми загруженными маршрутами в Норвегии, не проходящими через Осло. Norwegian и SAS практически поровну делят рынок перевозок в Осло, хотя SAS принадлежит 54 процента делового рынка, а Norwegian 58 процентов рынка туристических рейсов. С 2003 года процент пассажиров, путешествующих из Бергена, которые используют его как пересадочный пункт, упал с примерно 60 процентов до менее 40 процентов.
| Место | Город                                         | Пассажиропоток | Авиакомпания                                          |
| ----- | --------------------------------------------- | -------------- | ----------------------------------------------------- |
| 1     | Лондон-Гатвик и Лондон-Хитроу, Великобритания | 604,211        | Widerøe, Norwegian Air Shuttle, Scandinavian Airlines |
| 2     | Копенгаген, Дания                             | 328,579        | Norwegian Air Shuttle, Scandinavian Airlines          |
| 3     | Амстердам, Нидерланды                         | 258,859        | KLM                                                   |
| 4     | Франкфурт-на-Майне, Германия                  | 213,300        | Cityjet, Lufthansa                                    |
| 5     | Стокгольм-Арланда, Швеция                     | 115,830        | Norwegian Air Shuttle, Scandinavian Airlines          |
| 6     | Париж-Орли, Франция                           | 73,921         | Norwegian Air Shuttle                                 |
| 7     | Барселона, Испания                            | 69,534         | Norwegian Air Shuttle, Scandinavian Airlines, Vueling |
| 8     | Берлин-Шёнефельд и Берлин-Тегель, Германия    | 54,827         | Air Berlin, Lufthansa, Norwegian Air Shuttle          |
| 9     | Абердин, Великобритания                       | 51,484         | Widerøe                                               |
| 10    | Рейкьявик-Кеблавик, Исландия                  | 40,721         | Icelandair                                            |

| Место | Город                                     | Пассажиропоток | Авиакомпания                                          |
| ----- | ----------------------------------------- | -------------- | ----------------------------------------------------- |
| 1     | Осло-Гардермуэн, Викен                    | 1,513,336      | Norwegian Air Shuttle, Scandinavian Airlines          |
| 2     | Ставангер-Сола, Рогаланд                  | 711,692        | Norwegian Air Shuttle, Scandinavian Airlines, Widerøe |
| 3     | Тронхейм-Вернес, Тронделаг                | 402,889        | Norwegian Air Shuttle, Scandinavian Airlines          |
| 4     | Олесунн-Вигра, Мёре-ог-Ромсдал            | 140,127        | Norwegian Air Shuttle, Scandinavian Airlines          |
| 5     | Саннефьорд-Торп, Вестфолл-и-Телемарк      | 130,691        | Norwegian Air Shuttle, Widerøe                        |
| 6     | Кристиансанн-Кйевик, Агдер                | 129,617        | Norwegian Air Shuttle, Scandinavian Airlines, Widerøe |
| 7     | Мосс-Рюгге, Викен                         | 94,417         | Danish Air Transport                                  |
| 8     | Кристиансунн-Квернбергет, Мёре-ог-Ромсдал | 72,144         | Widerøe                                               |
| 9     | Флурё, Вестланн                           | 60,427         | Widerøe                                               |
| 10    | Молде-Аро, Мёре-ог-Ромсдал                | 55,584         | Widerøe                                               |

## Наземный транспорт
Аэропорт расположен возле национальной дороги 580, примерно в 20 километрах от центра города и примерно в 30 минутах езды. У Avinor есть 3500 парковочных мест в аэропорту, из которых 1500 — в закрытом паркинге. Дополнительные 700 парковочных мест предоставляются частной парковкой Flesland Parkering; хотя она расположена дальше, она обеспечивает трансфер до терминала. В аэропорту есть пять компаний по аренде автомобилей с общим парком из 100 машин.
В апреле 2017 года в аэропорту открылась конечная станция Бергенского скоростного трамвая.
В аэропорту также работают автобусы компании Tide Время в пути автобусов составляет около 20 минут, а интервалы между рейсами составляют 10 минут. Они попеременно курсируют через Фьосангер и Фюллингсдален. На набережной Флесланд, связанной с аэропортом маршрутным автобусом, есть несколько скоростных паромов до Эустеволла, Суннхордланна, Хёугесунна и Ставангера. В аэропорту работают четыре службы такси. Модальное распределение наземного транспорта таково: 21% используют автобусы, 31% используют такси, 27% едут вместе с другими людьми и 20% используют собственный автомобиль. Доля общественного транспорта вдвое меньше чем в Тронхейме и почти на втрое меньше чем в Осло, но намного выше чем в Ставангере.

## Авиакатастрофы и происшествия
- 26 июня 1978 года: Sikorsky S-61, следовавший из Бергена на нефтяную платформу Статфьорд-А, разбился в Северное море в 78 морских милях (144 км) к северо-западу от аэропорта. Авария произошла из-за усталостной трещины в шарнирном соединении, в результате чего одна из лопастей несущего винта расшаталась. Все восемнадцать человек, находившиеся на борту погибли[47].
- 29 апреля 2016 года: Вертолёт Eurocopter EC225 авиакомпании CHC Helikopter Service, следовавший в Берген с нефтяной платформы Gullfaks-B потерпел крушение на острове Турёй недалеко от Бергена. Все тринадцать человек, находившиеся на борту (2 члена экипажа, 11 пассажиров) погибли в результате крушения.